# Patatje oorlog (film)
Patatje oorlog is een Nederlandse kinderfilm uit 2011, geregisseerd door Nicole van Kilsdonk. Het is een live-actionfilm, maar enge fantasieën over wat er gebeurt en kan gebeuren in een oorlog en over het doden van dieren worden wat luchtiger gepresenteerd in de vorm van animatie. Patatje oorlog is de verfilming van het boek Een Kleine Kans van Marjolijn Hof uit 2006. Patatje oorlog was de openingsfilm van het kindermediafestival Cinekid 2011.

## Verhaal
Thomas (Johnny de Mol) is een arts die vaak naar oorlogsgebieden gaat om daar te werken. Zijn dochtertje Kiek (Pippa Allen) is bezorgd dat hij kan overlijden door een verdwaalde kogel, of iets dergelijks. Thomas brengt daar zijn favoriete verhaal tegen in: er was eens een man die zo bang was dat hem buiten iets zou overkomen dat hij thuis bleef; toen viel er echter een dikke boom op het huis. De man was dood. Ook Kieks moeder probeert haar gerust te stellen: de kans dat een kind een dode vader heeft, is klein. Kiek bedenkt dat de kans dat een kind een dode muis, een dode hond en een dode vader heeft nog kleiner is. Ze koopt een "mislukte" muis en zet de kooi in de zon, tegen het advies van de dierenwinkelier. Zoals de bedoeling was, gaat die dood.
Thomas belt niet meer en nu worden Kieks moeder en oma ook wel erg ongerust. Een paar dagen later komen ze er achter dat de vader van Kiek vermist is. Kiek vindt het maar raar en blijft vragen stellen, terwijl ze hier ook erg verdrietig van wordt. Ondertussen doet haar klas mee met een musical over Peter Pan. Kiek had de hoofdrol, maar wou de rol niet meer. Dit is waarschijnlijk, omdat ze haar vader mist. Even later, nu ze al ongeveer een week niks meer gehoord hebben, en geen 'mislukte' hond hebben kunnen vinden, en Kiek de kans nóg kleiner wil maken, neemt Kiek haar eigen hond mee naar een viaduct om hem daar af te gooien, op de snelweg. Ze wordt daar nog net van weerhouden door een voorbijganger. Het begint haar te dagen dat ze de wetten van de kansberekening misschien toch verkeerd heeft begrepen.
Thomas blijkt gewond te zijn geraakt. Zijn been is geamputeerd en hij komt thuis.

## Rolverdeling
| Acteur             | Personage |
| ------------------ | --------- |
| Pippa Allen        | Kiek      |
| Leny Breederveld   | Lies      |
| Johnny de Mol      | Thomas    |
| Rifka Lodeizen     | Esmee     |
| Ruben van der Meer | Hayo      |
| Vincent Visser     | Dennis    |